# Lista de membros da Royal Society eleitos em 1800
Lista de Membros da Royal Society eleitos em 1800.

## Fellows of the Royal Society (FRS)
1. Arthur Annesley (1744-1816)
2. Codrington Edmund Carrington[2] (1769-1849)
3. Henry Cecil[3] (1754-1804)
4. Alexander Crichton[4] (1763-1856)
5. Charles Dickinson (born 1800)
6. William Douglas (1768-1819)
7. Morton Eden[5] (1752-1830)
8. Sir John Cox Hippisley[6] (1748-1825)
9. Thomas Tyrwhitt Jones (1765-1811)
10. Gibbes Walker Jordan (1757-1823)
11. John Macdonald[7] (1759-1831)
12. William George Maton[8] (1774-1835)
13. James Meyrick (1748-1818)
14. Caleb Hillier Parry[9] (1755-1822)
15. Thomas Pelham[10] (1756-1826)
16. Sir Charles Morice Pole (1757-1830)
17. John Corse Scott (1779-1800)
18. Robert Smith[11] (1752-1838)
19. Michael Symes[12] (1753-1809)